# Adriano Fieschi
Adriano Fieschi (Genova, 7 marzo 1788 – Roma, 6 febbraio 1858) è stato un cardinale italiano.

## Biografia
Nacque a Genova il 7 marzo 1788.
Papa Gregorio XVI lo elevò al rango di cardinale nel concistoro del 13 settembre 1838.
Partecipò al conclave del 1846 che elesse Pio IX.
Morì il 6 febbraio 1858 all'età di 69 anni.